# Cantó de Saint-Hilaire-du-Harcouët
El cantó de Saint-Hilaire-du-Harcouët és un cantó francès del departament de la Manche, situat al districte d'Avranches. Té 12 municipis i el cap es Saint-Hilaire-du-Harcouët.

## Municipis
- Chèvreville
- Lapenty
- Les Loges-Marchis
- Martigny
- Le Mesnillard
- Milly
- Moulines
- Parigny
- Saint-Brice-de-Landelles
- Saint-Hilaire-du-Harcouët
- Saint-Martin-de-Landelles
- Virey

## Història
| Data d'elecció                           | Identitat       | Partit                     | Qualitat |
| ---------------------------------------- | --------------- | -------------------------- | -------- |
| 1945-1964                                | Daniel Cuche    | Divers gauche              |          |
| 1964-1982                                | Paul Guinebault | Divers droite, després UDF |          |
| 1982-2008                                | Michel Ganné    | UDF                        |          |
| 2008-                                    | Jacky Bouvet    | Divers droite              |          |
| les dades anteriors no són pas conegudes |                 |                            |          |
|                                          |                 |                            |          |

## Demografia
| A partir de 1990: Població sense dobles comptes |